# Чемпионат Европы по волейболу среди мужчин 1989
16-й чемпионат Европы по волейболу среди мужчин прошёл с 23 сентября по 1 октября 1989 года в двух городах Швеции (Стокгольме и Эребру) с участием 12 национальных сборных команд. Чемпионский титул впервые в своей истории выиграла сборная Италии.

## Команды-участницы
Швеция — страна-организатор;
СССР, Франция, Греция — по итогам чемпионата Европы 1987 года;
ФРГ, Польша, Румыния, Италия, Нидерланды, Болгария, ГДР, Югославия — по итогам квалификации.

## Система проведения чемпионата
12 финалистов чемпионата Европы на предварительном этапе были разбиты на две группы. По две лучшие команды из групп стали участниками плей-офф за 1—4-е места. Итоговые 5—8-е и 9—12-е места также по системе плей-офф разыграли команды, занявшие в группах соответственно 3—4-е и 5—6-е места.

## Города и игровые арены
Соревнования прошли в игровых залах двух городов Швеции — Стокгольма и Эребру.
- Стокгольм.

В «Глобен-Арене» прошли матчи группы «А» предварительного этапа и плей-офф чемпионата. Построена в 1989 году. Вместимость трибун игрового зала — 13850 зрителей.
- Эребру.

В арене «Idrottshuset» прошли матчи группы «B» предварительного этапа чемпионата. Построена в 1946 году. Вместимость трибун игрового зала — 2100 зрителей.
- Стокгольм
Globen Arena

## Предварительный этап

### Группа А
Стокгольм
| М | Команда  | 1   | 2   | 3   | 4   | 5   | 6   | И | В | П | С/П  | О |
| - | -------- | --- | --- | --- | --- | --- | --- | - | - | - | ---- | - |
| 1 | Италия   |     | 3:0 | 3:1 | 2:3 | 3:1 | 3:1 | 5 | 4 | 1 | 14:6 | 9 |
| 2 | Швеция   | 0:3 |     | 3:2 | 3:1 | 3:2 | 3:0 | 5 | 4 | 1 | 12:8 | 9 |
| 3 | Болгария | 1:3 | 2:3 |     | 3:0 | 3:0 | 3:2 | 5 | 3 | 2 | 12:8 | 8 |
| 4 | Франция  | 3:2 | 1:3 | 0:3 |     | 3:0 | 3:1 | 5 | 3 | 2 | 10:9 | 8 |
| 5 | ФРГ      | 1:3 | 2:3 | 0:3 | 0:3 |     | 3:1 | 5 | 1 | 4 | 6:13 | 6 |
| 6 | ГДР      | 1:3 | 0:3 | 2:3 | 1:3 | 1:3 |     | 5 | 0 | 5 | 5:15 | 5 |

23 сентября: Италия — Болгария 3:1 (10:15, 15:9, 15:5, 15:6); Швеция — ФРГ 3:2 (15:9, 12:15, 15:4, 7:15, 15:8); Франция — ГДР 3:1 (9:15, 15:5, 15:4, 15:3).
24 сентября: Италия — ФРГ 3:1 (15:2, 15:9, 13:15, 15:2); Болгария — Франция 3:0 (15:9, 15:11, 15:8); Швеция — ГДР 3:0 (15:9, 15:7, 15:4).
25 сентября: Болгария — ФРГ 3:0 (15:7, 15:1, 15:6); Швеция — Франция 3:1 (15:11, 8:15, 15:12, 15:11); Италия — ГДР 3:1 (11:15, 15:5, 15:1, 15:13).
27 сентября: Франция — ФРГ 3:0 (15:9, 15:6, 15:12); Италия — Швеция 3:0 (15:8, 15:9, 15:8); Болгария — ГДР 3:2 (14:16, 15:5, 15:11, 11:15, 15:10).
28 сентября: Франция — Италия 3:2 (15:5, 15:13, 4:15, 15:17, 15:13); ФРГ — ГДР 3:1 (15:3, 11:15, 15:10, 15:4); Швеция — Болгария 3:2 (10:15, 15:13, 15:12, 13:15, 15:10).

### Группа В
Эребру
| М | Команда    | 1   | 2   | 3   | 4   | 5   | 6   | И | В | П | С/П   | О  |
| - | ---------- | --- | --- | --- | --- | --- | --- | - | - | - | ----- | -- |
| 1 | СССР       |     | 3:1 | 3:1 | 3:1 | 3:0 | 3:1 | 5 | 5 | 0 | 15:4  | 10 |
| 2 | Нидерланды | 1:3 |     | 3:0 | 1:3 | 3:0 | 3:1 | 5 | 3 | 2 | 11:7  | 8  |
| 3 | Польша     | 1:3 | 0:3 |     | 3:1 | 3:0 | 3:0 | 5 | 3 | 2 | 10:7  | 8  |
| 4 | Югославия  | 1:3 | 3:1 | 1:3 |     | 3:2 | 3:2 | 5 | 3 | 2 | 11:11 | 8  |
| 5 | Румыния    | 0:3 | 0:3 | 0:3 | 2:3 |     | 3:1 | 5 | 1 | 4 | 5:13  | 6  |
| 6 | Греция     | 1:3 | 1:3 | 0:3 | 2:3 | 1:3 |     | 5 | 0 | 5 | 5:15  | 5  |

23 сентября: Польша — Греция 3:0 (15:11, 15:8, 15:12); СССР — Нидерланды 3:1 (6:15, 15:12, 15:10, 15:12); Югославия — Румыния 3:2 (13:15, 15:12, 5:15, 15:11, 15:6).
24 сентября: СССР — Югославия 3:1 (9:15, 15:13, 16:14, 15:6); Польша — Румыния 3:0 (15:4, 15:3, 15:10); Нидерланды — Греция 3:1 (15:4, 15:17, 15:8, 15:7).
25 сентября: СССР — Греция 3:1 (15:12, 15:8, 11:15, 15:5); Нидерланды — Румыния 3:0 (15:6, 15:7, 15:6); Польша — Югославия 3:1 (14:16, 15:6, 15:11, 15:8).
27 сентября: СССР — Польша 3:1 (6:15, 15:5, 15:9, 15:4); Югославия — Нидерланды 3:1 (2:15, 15:13, 15:12, 15:10); Румыния — Греция 3:1 (15:9, 15:10, 4:15, 15:10).
28 сентября: СССР — Румыния 3:0 (15:5, 15:9, 15:6); Нидерланды — Польша 3:0 (15:3, 15:7, 15:6); Югославия — Греция 3:2 (8:15, 15:10, 10:15, 15:12, 16:14).

## Плей-офф
Стокгольм

### Полуфинал за 1—4 места
30 сентября
Швеция — СССР 3:2 (12:15, 15:10, 15:10, 9:15, 17:15)
Италия — Нидерланды 3:0 (15:7, 15:3, 15:2)

### Полуфинал за 5—8 места
30 сентября
Франция — Польша 3:2 (13:15, 12:15, 15:9, 17:15, 15:12)
Болгария — Югославия 3:0 (15:7, 15:7, 15:11)

### Полуфинал за 9—12 места
30 сентября
ГДР — Румыния 3:2 (13:15, 15:12, 13:15, 15:10, 15:8)
Греция — ФРГ 3:0 (15:10, 15:10, 15:13)

### Матч за 11-е место
1 октября
ФРГ — Румыния 3:2 (12:15, 2:15, 15:12, 15:7, 15:13)

### Матч за 9-е место
1 октября
ГДР — Греция 3:2 (15:13, 12:15, 15:12, 14:16, 17:15)

### Матч за 7-е место
1 октября
Польша — Югославия 3:1 (15:5, 14:16, 15:6, 15:3)

### Матч за 5-е место
1 октября
Франция — Болгария 3:1 (6:15, 15:13, 15:4, 15:13)

### Матч за 3-е место
1 октября
Нидерланды — СССР 3:0 (15:11, 15:8, 15:7)

### Финал
1 октября
Италия — Швеция 3:1 (14:16, 15:7, 15:13, 15:7)

## Итоги

### Положение команд
| Италия      | 7. Польша    |
| Швеция      | 8. Югославия |
| Нидерланды  | 9. ГДР       |
| 4. СССР     | 10. Греция   |
| 5. Франция  | 11. ФРГ      |
| 6. Болгария | 12. Румыния  |

### Призёры
Италия: Андреа Анастази, Лоренцо Бернарди, Марко Браччи, Лука Кантагалли, Фердинандо Ди Джорджи, Андреа Гардини, Андреа Луккетта, Стефано Маргутти, Роберто Маскьярелли, Джилберто Пассани, Паоло Тофоли, Андреа Дзордзи. Главный тренер — Хулио Веласко.
  Швеция: Хокан Бьёрне, Бенгт Густафссон, Пер-Андерс Сееф, Юхан Исакссон, Яннис Калмацидис, Матс Карлссон, Урбан Леннартссон, Ларс Нильссон, Бу Странд, Петер Тольсе, Ян Хеденгорд, Ян Хольмквист. Главный тренер — Андерс Кристианссон.
  Нидерланды: Петер Бланже, Роб Граберт, Рон Звервер, Роналд Зодсма, Ян Постума, Авитал Селинджер, Мартин ван дер Хорст, Мартин Теффер, Рон Будри, Эдвин Бенне, Тюн Бёйс, Марко Брауверс. Главный тренер — Ари Селинджер.

### MVP
Самым ценным игроком (MVP) чемпионата признан нападающий сборной Швеции Бенгт Густафссон.

## Сборная СССР
Владимир Шкурихин, Александр Сороколет, Раймонд Вилде, Юрий Сапега, Андрей Кузнецов, Юрий Чередник, Евгений Красильников, Дмитрий Фомин, Олег Шатунов, Олег Кряков, Александр Смирнов, Игорь Абдрахманов. Главный тренер — Геннадий Паршин.